# Атарот (аэропорт)

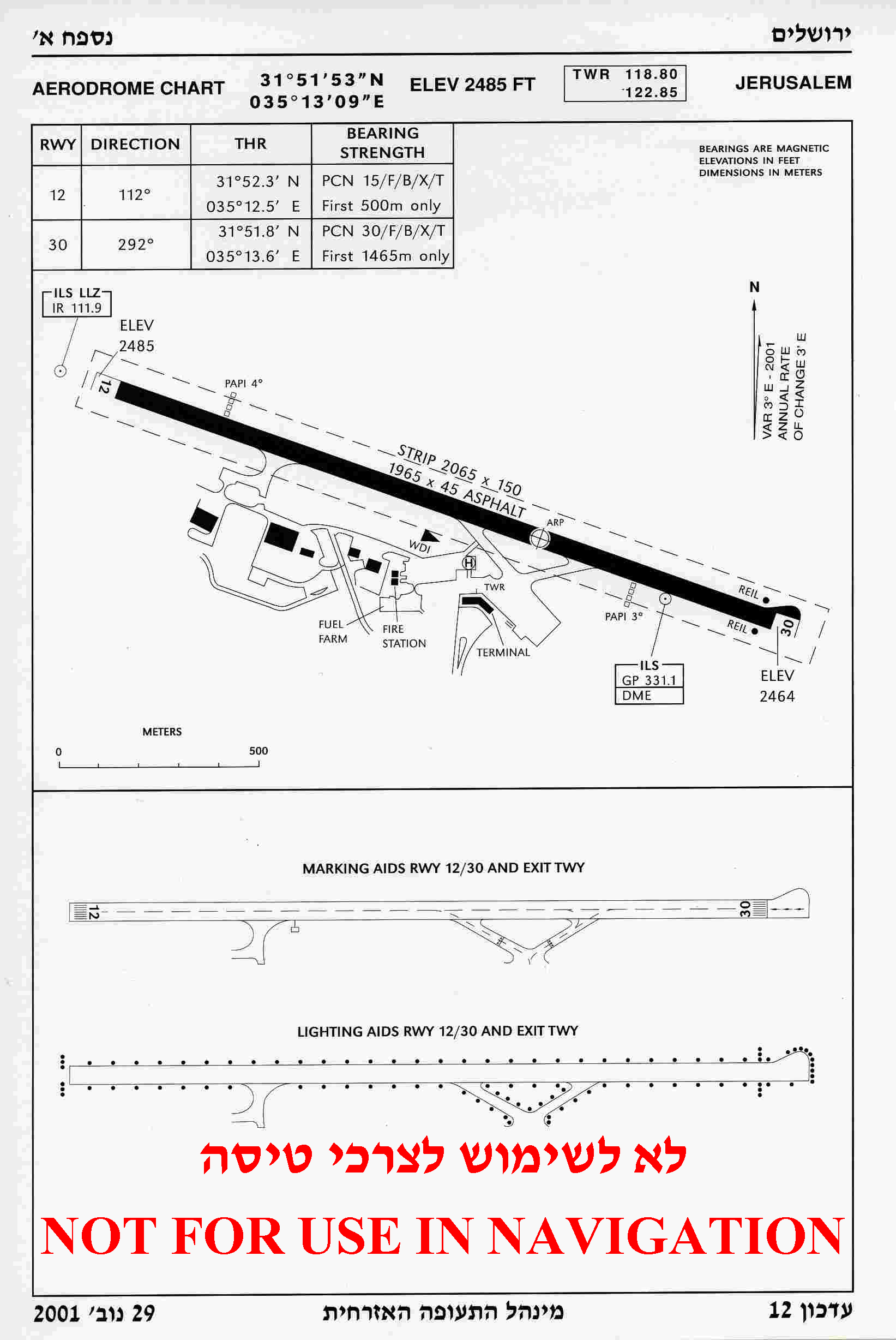

Атаро́т (ивр. שדה התעופה עטרות‎, также Аэропорт Иерусалима, Аэропорт Каландия) — израильский аэропорт, расположенный к северу от Иерусалима, недалеко от промышленной зоны Атарот и мошава Атарот.

## История
Великобритания установила свой контроль над Палестиной во время Первой мировой войны в 1918 году. После того, как военное правительство было заменено на гражданскую администрацию, было принято решение о строительстве аэропорта в районе Иерусалима. После многочисленных споров, было принято решение о строительстве аэропорта возле арабской деревни Каландия, на сельскохозяйственных землях небольшой еврейской общины Атарот.
Вплоть до 1930 года аэродром Атарот был единственным аэропортом в британском мандате на Палестину. Он использовался как британскими военными властями, так и важными персонами, прибывающими в Иерусалим.
Аэропорт находился под контролем иорданских войск с 1948 года (когда Западный Берег реки Иордан был оккупирован Трансиорданией) и вплоть до окончания Шестидневной войны в июне 1967 года.
После включения этих территорий в состав государства Израиль, аэропорт был также включен и в муниципальные границы Иерусалима. В 1970-х и начале 1980-х израильские власти вложили значительные средства в модернизацию и создание инфраструктуры для организации полноценного международного аэропорта, который должен был стать равным аэропорту имени Бен-Гуриона. Однако эти усилия были прерваны спорным международным положением района аэропорта. Международные организации в целом и международные авиационные власти в частности не захотели признавать аэропорт как часть Израиля.

## Аэропорт сегодня
В ноябре 2018 года Министерство транспорта Израиля решило исключить Атарот из дополнения к Закону об управлении аэропортами, чтобы вернуть землю Земельному управлению Израиля. Приказ об исключении подписал министр транспорта Исраэль Кац.
В феврале 2020 года Министерство строительства и заселения Израиля представило муниципалитету Иерусалима план создания нового квартала в районе аэропорта Атарот. Квартал планируется построить возле разделительного барьера , на израильской стороне, и, как ожидается, он будет пересекать границу между Кфар-Акабом и Иерусалимом. Площадь плана составляет около 1243000 квадратных метров и включает около 9000 единиц жилья, 350000 квадратных метров рабочих площадей и 45000 квадратных метров коммерческих площадей, синагог, микв и иешив. В ноябре 2021 года муниципалитет Иерусалима одобрил строительство нового квартала.

## Галерея

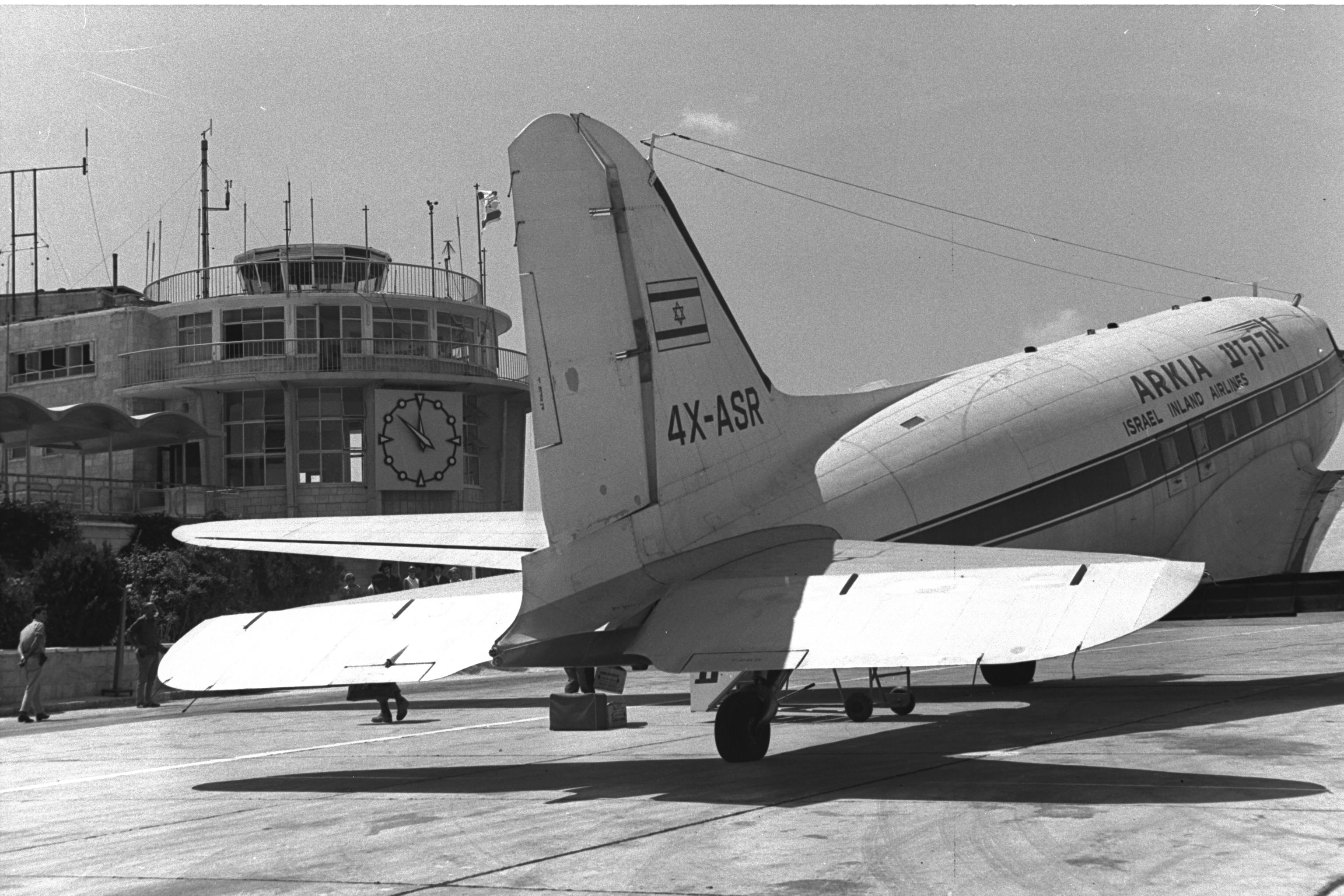
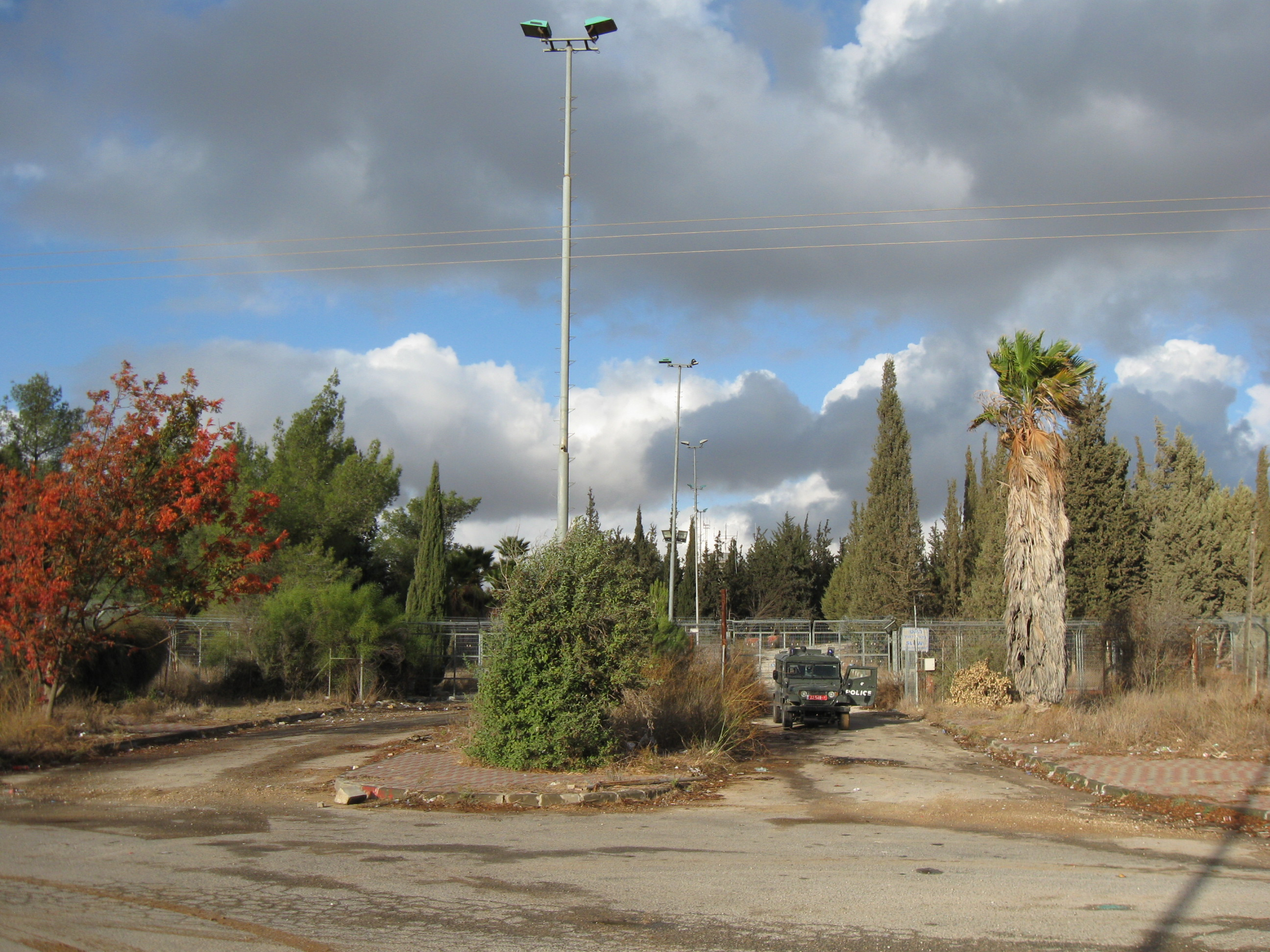